# Koninkrijk Talossa
Talossa, officieel het Koninkrijk Talossa (Talossaans: Regipäts Talossán), is een micronatie die op 26 december 1979 werd gesticht door de toen 14-jarige Robert Ben Madison in zijn eigen slaapkamer in Milwaukee in de Amerikaanse staat Wisconsin. Het is een van de oudste nog bestaande micronaties en ook een van de beroemdste, mede door de vele vermeldingen ervan op het internet, in kranten en in andere media. Doordat Talossa een van de eerste micronaties was die volop gebruik maakte van het internet, heeft het als voorbeeld gestaan voor de vele micronaties die vanaf de tweede helft van de jaren 90 via het internet werden opgericht.

## Claims
Talossa vertoont diverse kenmerken van een echt land zoals eigen wetten, overheidsinstellingen, burgers, een immigratieprocedure, vlag en postzegels. De micronatie claimt diverse plaatsen op aarde waaronder een deel van Milwaukee aan het Michiganmeer, dat werd omgedoopt tot Mar Talossa, en een deel van Antarctica. De claims worden echter door geen enkel land erkend en Talossa heeft ook geen daadwerkelijke controle over de geclaimde territoria.

## Taal
Voor de micronatie werd een speciale kunsttaal gecreëerd die het Talossaans wordt genoemd en is geïnspireerd door het Frans, het Provençaals, het Occitaans en de Berbertalen. De taal heeft een officiële woordenlijst van ruim 28.000 woorden en behoort tot de grootste en meest gedetailleerde kunsttalen die ooit zijn gemaakt.

## Burgerschap
Wie voor het burgerschap van Talossa in aanmerking wil komen, moet eerst een examen afleggen in Talossaanse geschiedenis, ten minste twee van de zeventien boeken over Talossaanse onderwerpen aanschaffen die via het internet verkrijgbaar zijn, een essay schrijven onder de titel "Wat Talossa voor mij betekent" en de goedkeuring krijgen van beide kamers van het Talossaanse parlement.

## Republiek Talossa
Op 1 juni 2004 splitste een groep van het land zich af onder de naam Republiek Talossa. In 2012 sloot deze groep zich weer aan bij het Koninkrijk Talossa.